# Francisco Vera
Francisco Javier Vera Manzanares, född 18 juli 2009 i Villeta, Colombia, är en klimatförändringsaktivist, som mottagit många dödshot på grund av sin aktivism.